# Lubiki
Lubiki (Duits: Lubicki) is een dorp in de Poolse woiwodschap Pommeren. De plaats maakt deel uit van de gemeente Czarna Woda en telt 160 inwoners.